# Барбара Дюрер
Барбара Дюрер (нім. Barbara Dürer) — матір німецького художника Альбрехта Дюрера.

## Біографія
Барбара Голпер народилася 1452 року у сім'ї Ієроніма Голпера, нюрнберзького золотаря. 8 червня 1467 року вийшла заміж за Альбрехта Дюрера Старшого, учня свого батька, родом з Угорщини, який понад десять років прожив у Нюрнберзі, з яких шість років був учнем у майстерні Ієроніма. Винайнявши житло в Йоганнеса Прикгаймера, Альбрех відкрив власну майстерню. Протягом наступних двадцяти п'яти років Барбара народила 18 дітей, з яких вижило лише троє (найстарший народився 21 травня 1471 року та названий на честь свого батька Альбрехта; два молодших — Ендрес, 1484 р. н., і Ганс, 1490 р.н.).
Ймовірно, безпосередньо перед від'їздом до Верхнього Рейну, де Альбрехт мав стати підмайстром, він намалював диптих із зображенням батьків (це став один із двох відомих портретів Барбари Дюрер).
Син Альбрехта описував свою матір як благочестиву жінку, яка часто ходить до церкви, «невтомно» виховує своїх дітей і часто їх карає. Ослаблена багатьма вагітностями, вона часто хворіла.
Батько Альбрехта помер у 1502 році, тоді як художник побудував свою майстерню. Барбара допомагала синові та Агнесі Дюрер, з якою він одружився, продавати гравюри на базарах та ярмарках. 1504 року зовсім виснажена Барбара переїхала до кімнати в будинку сина, де проводила більшу частину часу, молячись. 1513 року Дюреру довелося зламати двері до її кімнати, де вона тяжко хворіла, після чого він перемістив її у найкомфортнішу кімнату будинку. Хвороба тривала рік, аж до її смерті в ніч на 16-17 травня 1514 року. У своїй сімейній хроніці Дюрер пише: «Моя благочестива матір часто хворіла на чуму і багатьма іншими важкими й дивними хворобами; терпіла велику бідність, насмішки, зневагу, зневажливі слова, багато страху і неприязні, хоча й не стала мстивою. І мертвою вона мала миліший вигляд, аніж коли вона була ще жива».
1514 року Дюрер створив малюнок вугільним олівцем, на якому зобразив свою матір за два місяці до її смерті. Цей малюнок став найдавнішим реалістичним портретом людини, що помирає.